# Strzelecki-Wüste

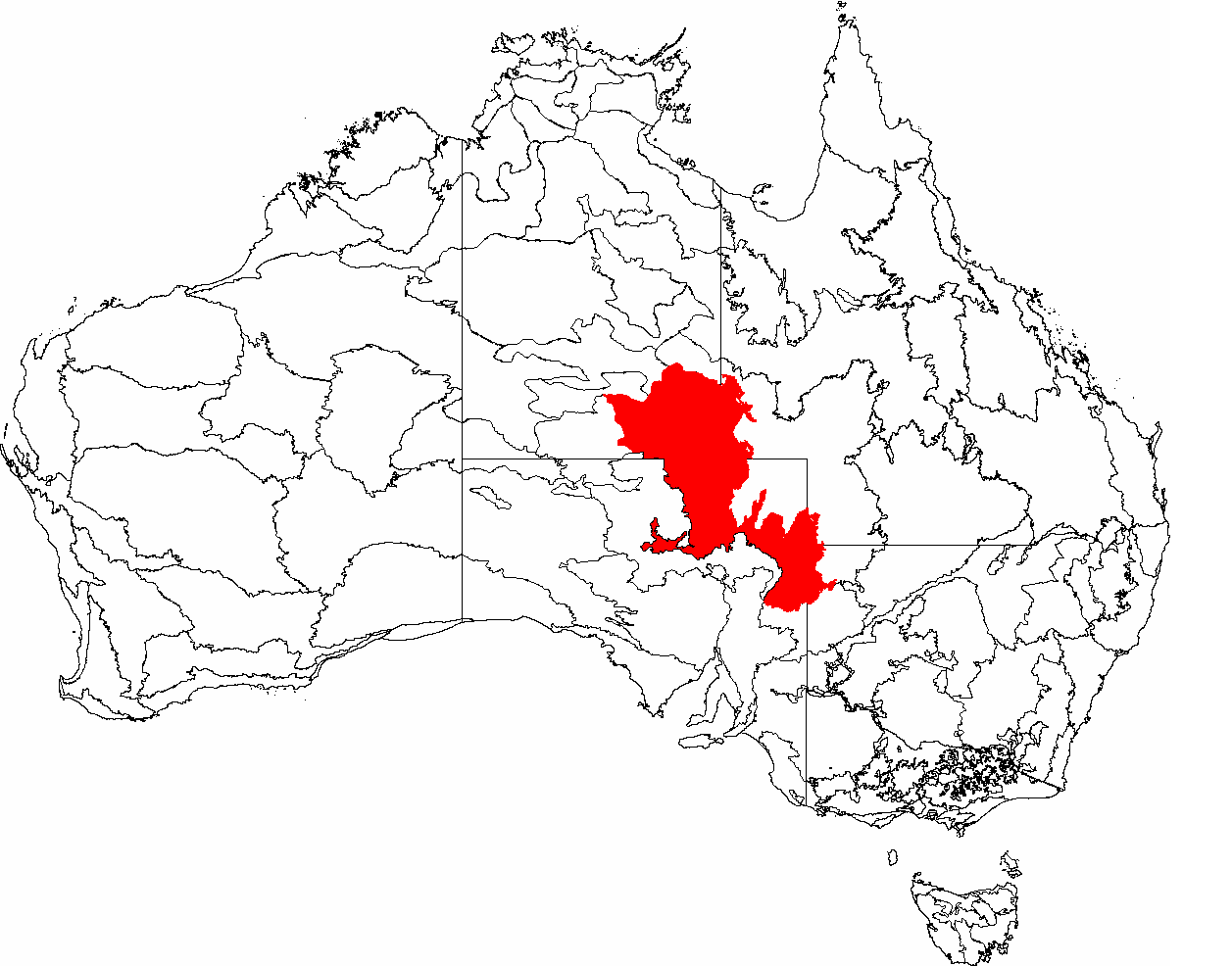
Das rote Feld rechts unten zeigt die Strzelecki-Wüste, die durch einen schmalen Streifen mit der Simpson-Wüste (links oben) verbunden ist.

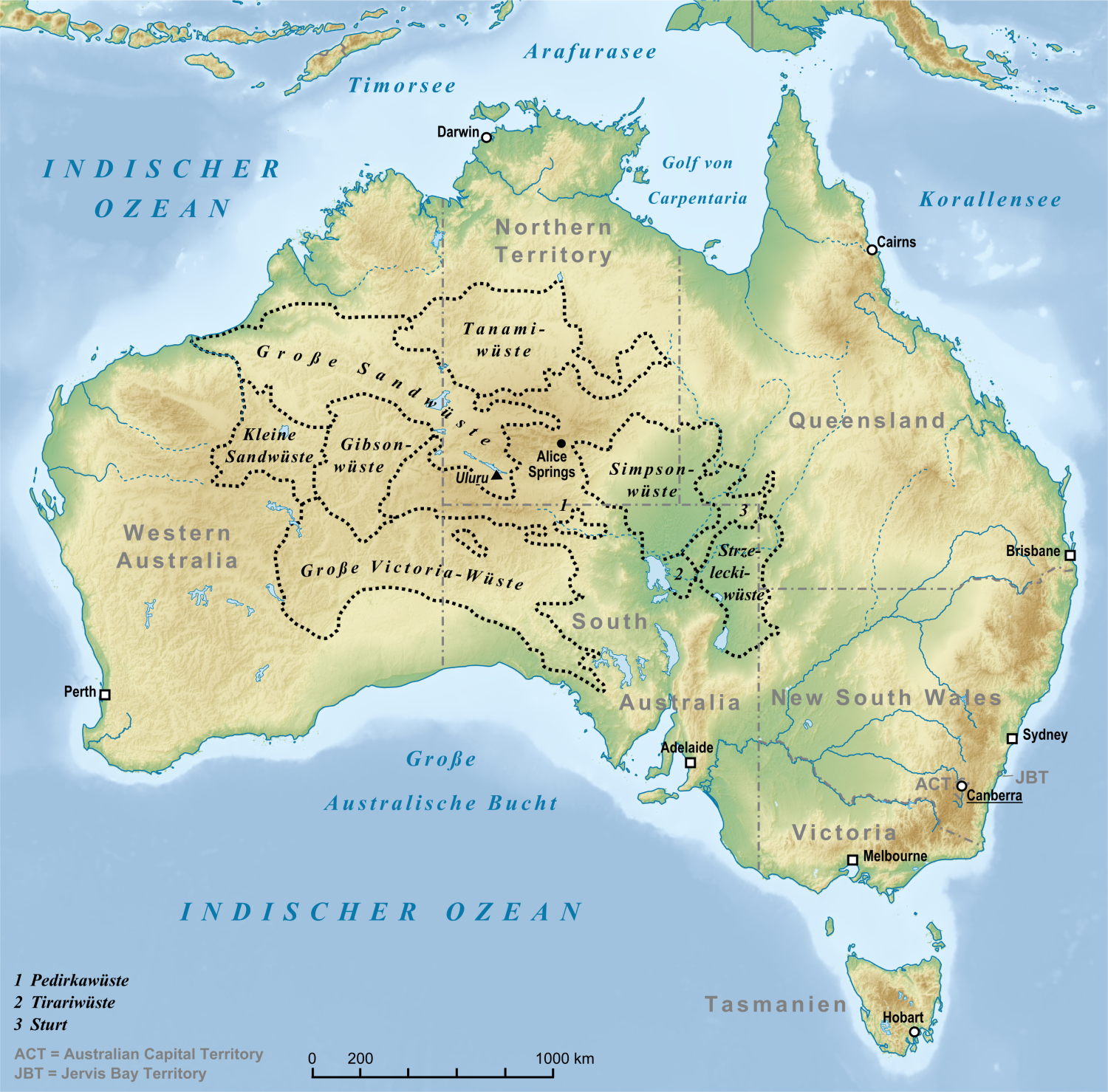
Australische Wüsten

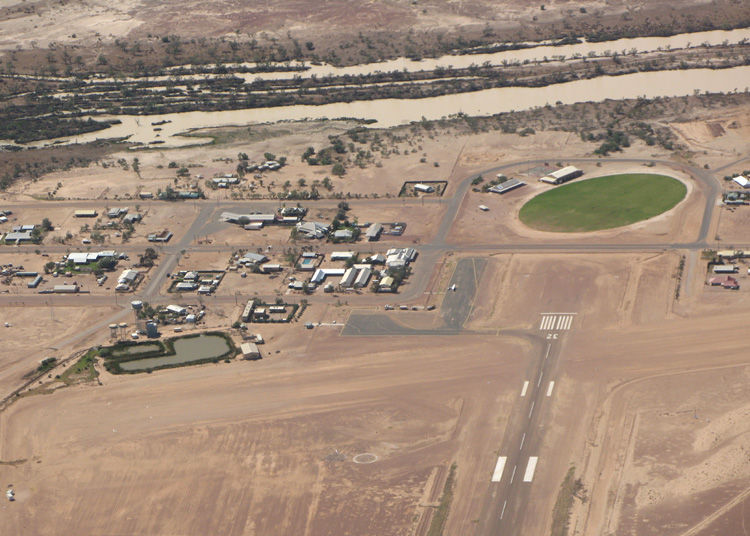
Luftaufnahme von Birdsville, am oberen Bildrand ist der Diamantina River zu erkennen, der sonst meistens trockenfällt.

Die Strzelecki-Wüste [tʃəˈlɛtski] ist mit einer Fläche von 80.250 Quadratkilometern die siebtgrößte Wüste Australiens. Sie liegt zum größten Teil in South Australia. Die Wüste wurde 1845 von dem Entdeckungsreisenden Charles Sturt nach dem polnischen Entdecker Paul Edmund Strzelecki benannt.

## Lage
Die Strzelecki-Wüste erstreckt sich über drei australische Bundesstaaten, über Queensland, New South Wales und South Australia. Sie reicht von der Grenze des australischen Bundesstaats New South Wales in Richtung Nordosten bis zum Cooper Creek und wird im Westen durch die Flinders Ranges begrenzt. Im Südosten liegt ein Teil der Wüste in Queensland.

## Klima
Die Strzelecki-Wüste ist arid und subtropisch. Sie zählt zu den trockensten Gebieten Australien. Niederschläge fallen nur in den Sommermonaten und sind von Gewittern begleitet. In den Jahren von 1890 bis 2005 betrugen die durchschnittlichen Niederschläge je Jahr 125 mm.

## Landschaft
Die Flüsse Diamantina River, Cooper Creek und der Strzelecki Creek fließen durch die Strzelecki-Wüste. Der Ort Birdsville liegt im Nordwesten der Wüste und ihn erreicht der Birdsville Track und der Diamantina River.
Große Dünenfelder, Busch- und Grasland kennzeichnen diese Wüste. In dieser Landschaft wachsen endemische Gräser und Büsche. Im Wüstenzentrum liegen neben dem Lake Eyre die Salzseen Lake Hope, Lake Callabonna und Lake Frome.

## Infrastruktur
Der Bore Track führt durch die Strzelecki-Wüste über rote Sanddünen und Lehmuntergründe. Diese Straße wurde zur Erschließung der Erdgasfelder in der Wüste gebaut und führt an Pipelines und Bohrlöchern vorbei. Der Strzelecki Track führt an Öl- und Gasfeldern vorbei, die bei Moomba liegen. Ein Teil des Birdsville Track quert die Wüste. Die Routen können von Fahrzeugen mit Allradantrieb befahren werden.

## Bilder

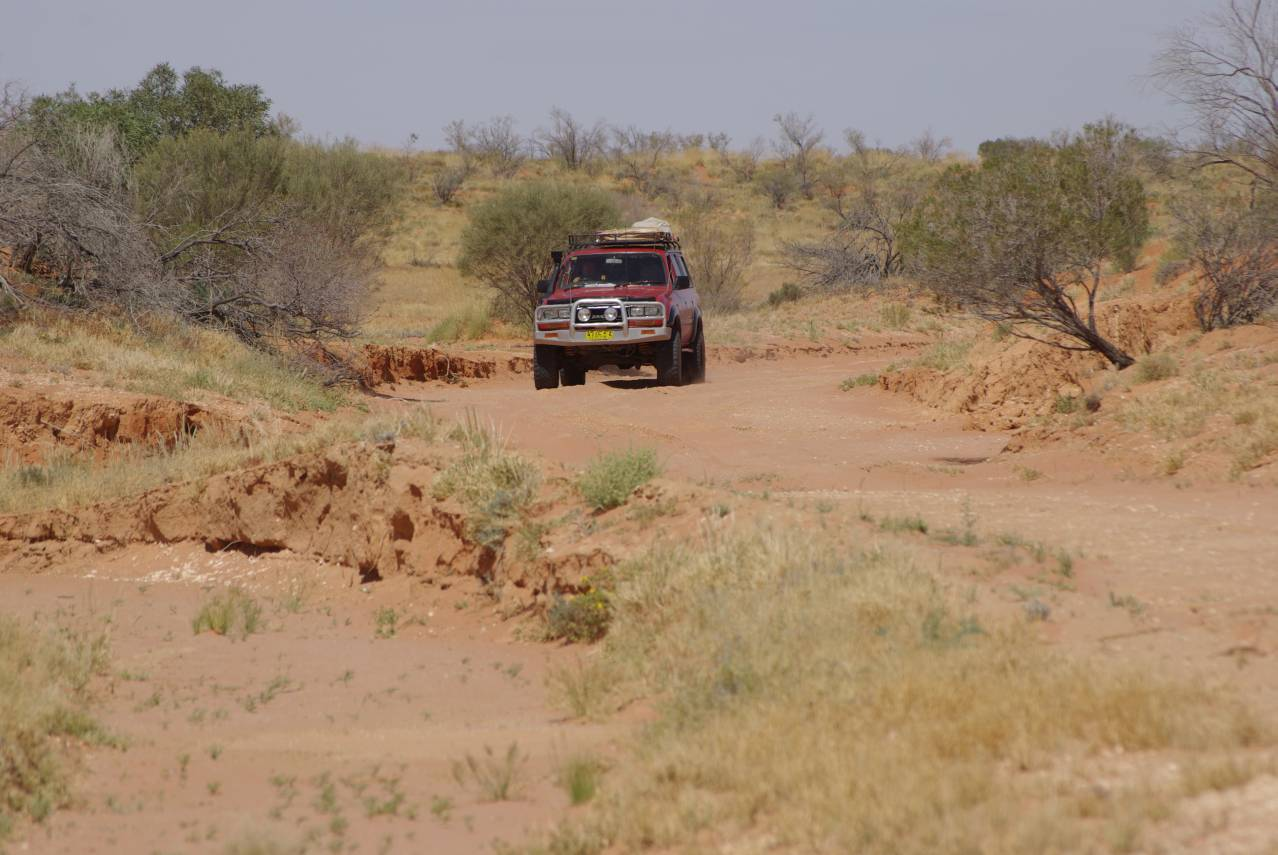
Bore Track (2007)
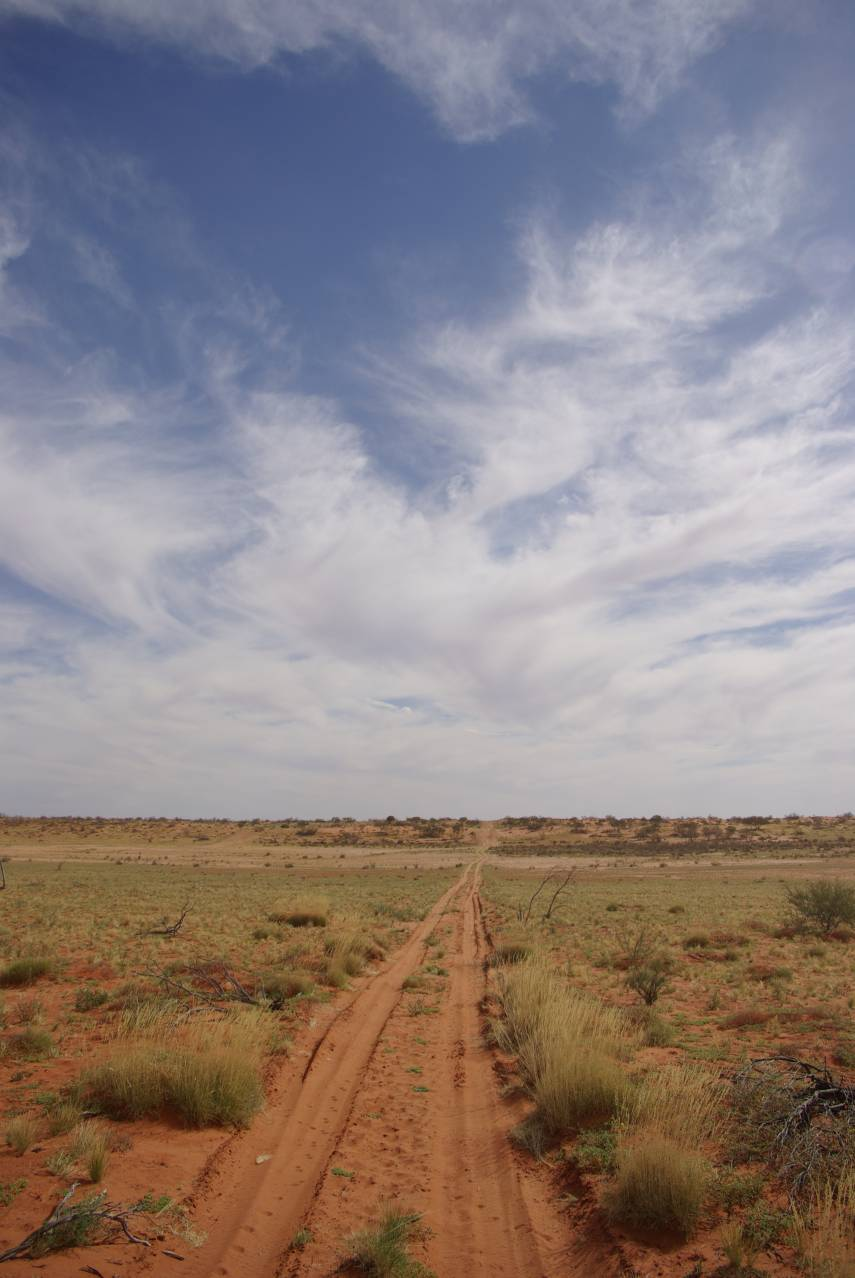
Bore Track mit einem Blick in die Wüste (2007)
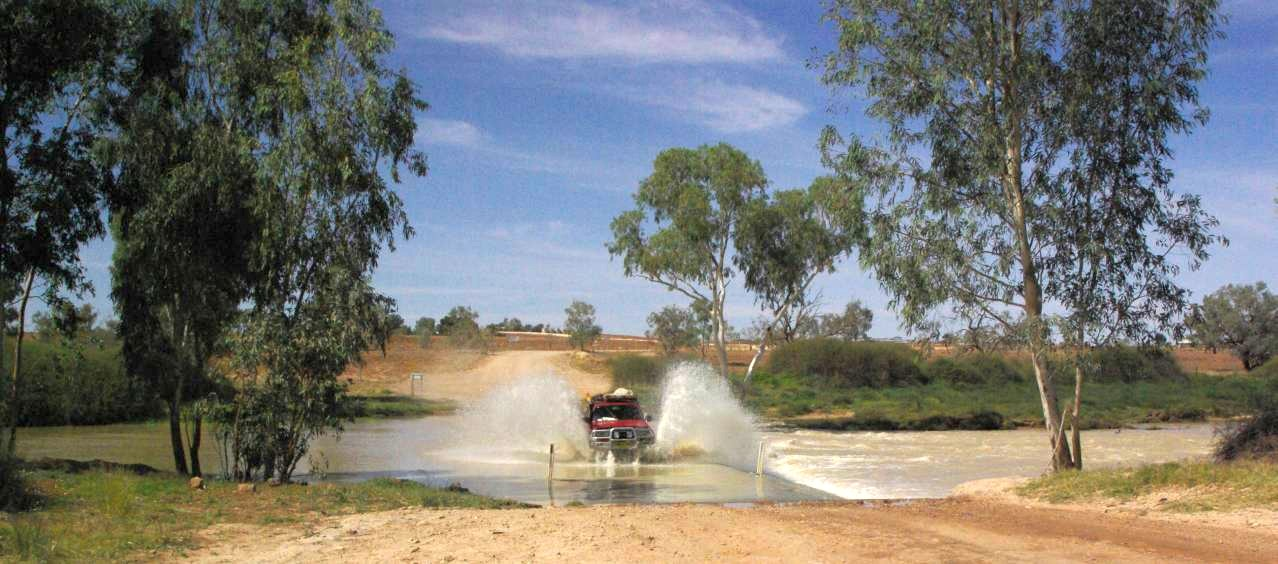
Cooper Creek Crossing in Innamincka, Strzelecki-Wüste (2007)
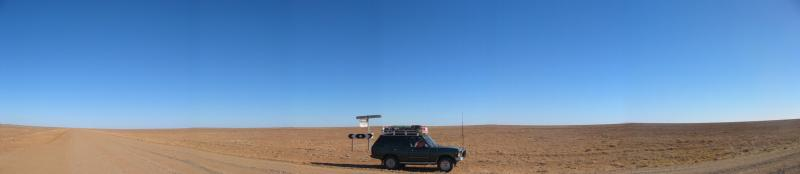
Strzelecki-Wüste (2006)
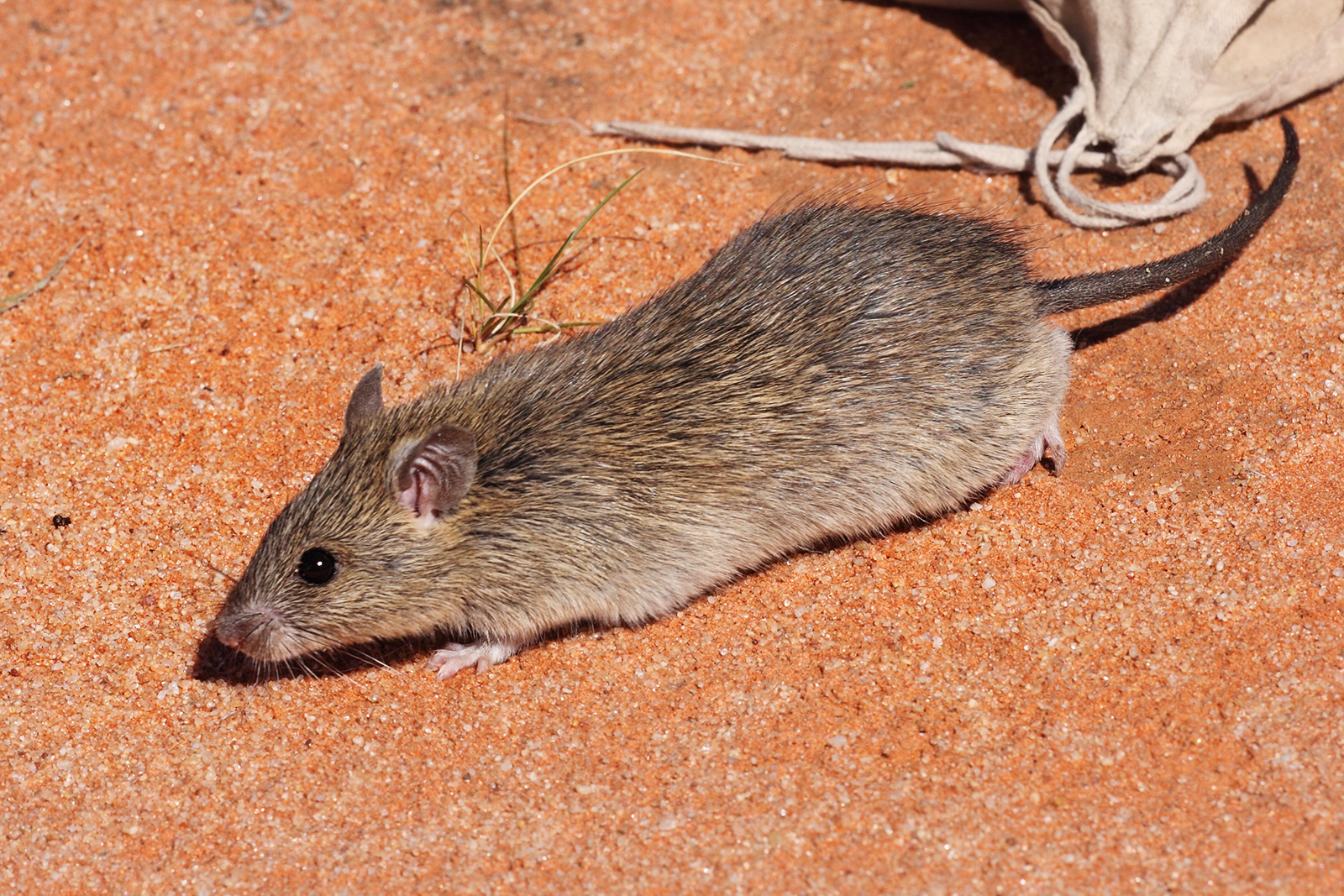
Ratte (Rattus villosissimus) in der Strzelecki-Wüste (2012)
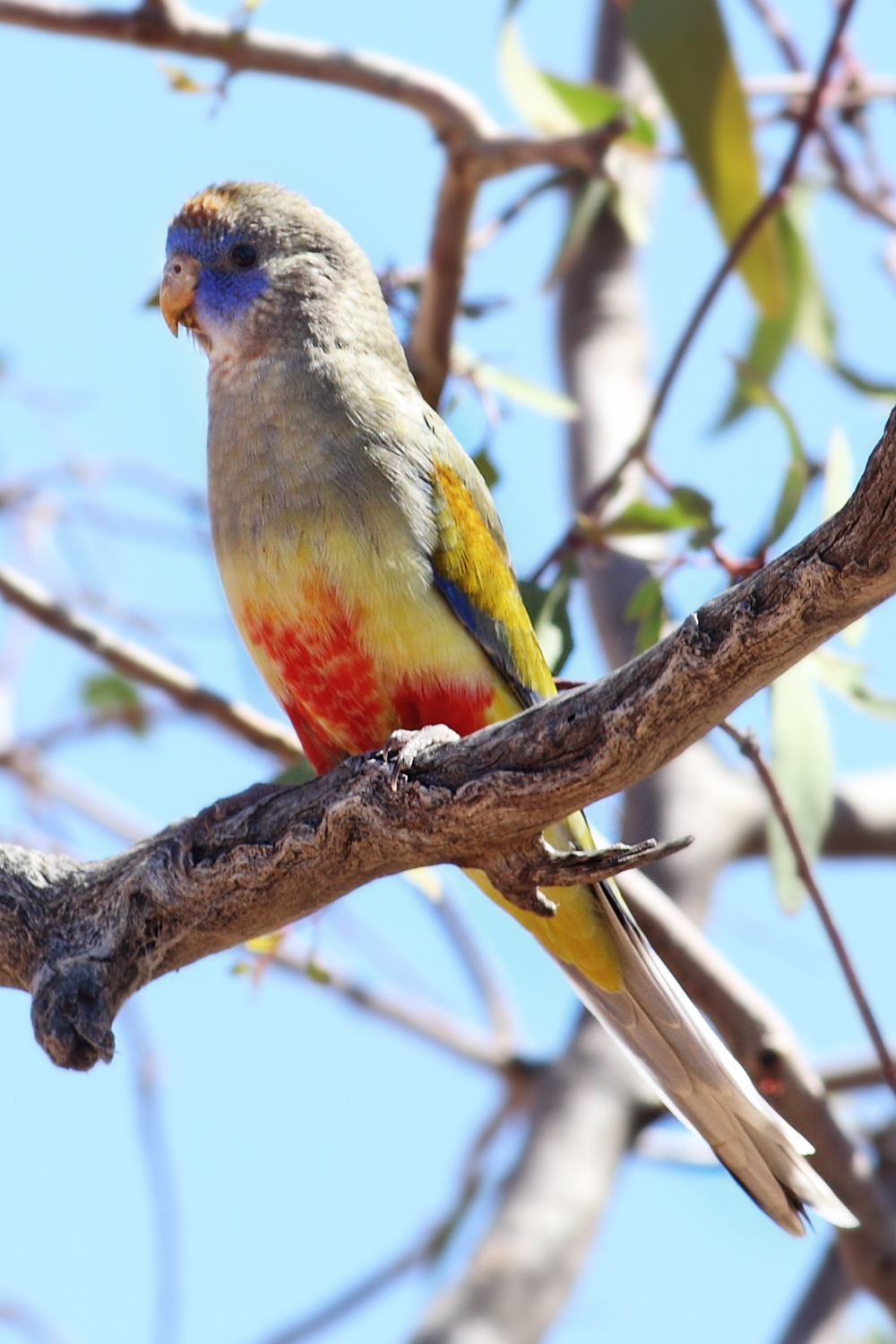
Bluebonnet parrot in der Strzelecki-Wüste (2012)
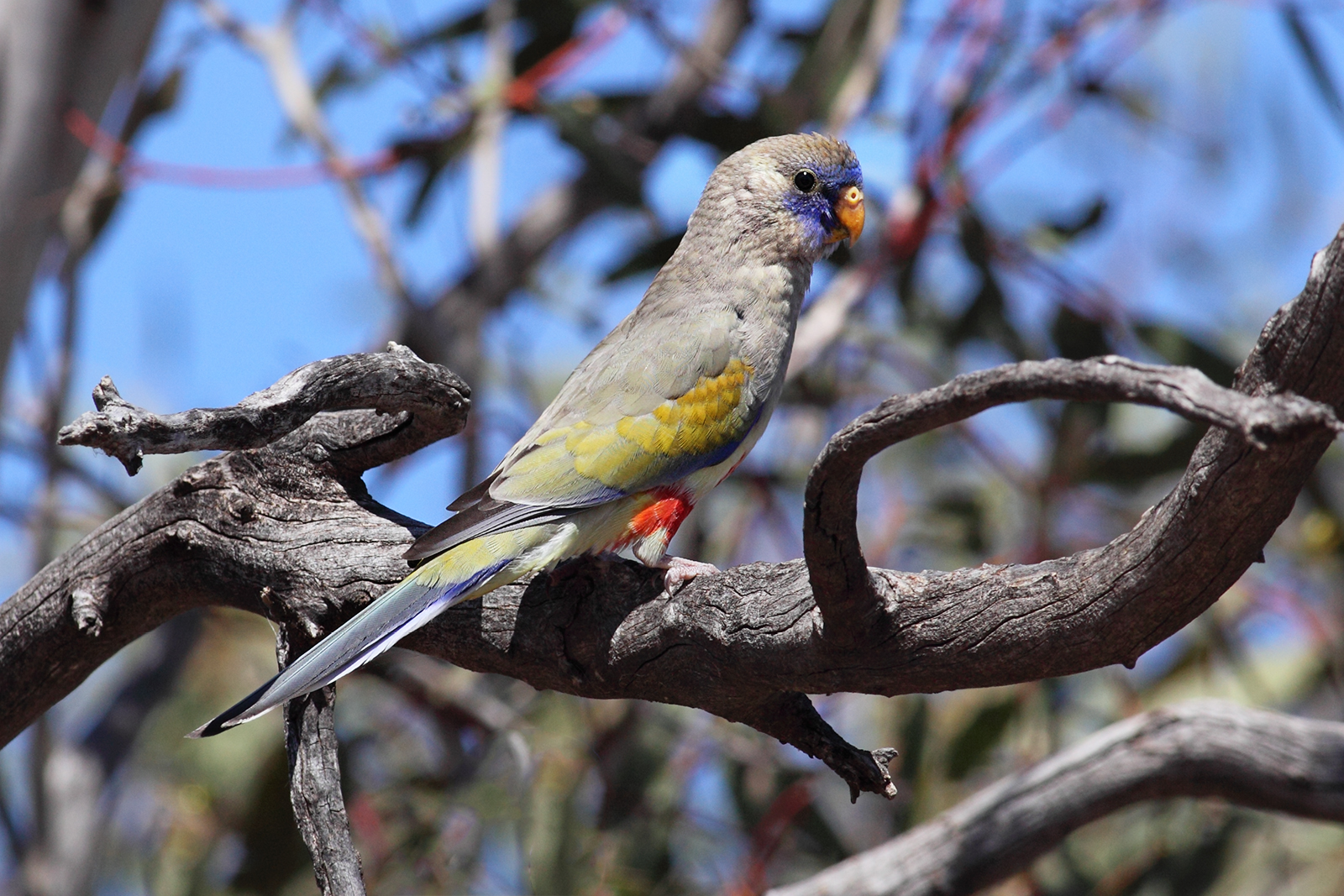
Bluebonnet parrot in der Strzelecki-Wüste (2012)

## Sonstiges
Durch die Strzelecki-Wüste führt ein Teil des Dingo Fence.